# Nasir al-Din al-Tusi
Abū Jaʿfar Muḥammad ibn Muḥammad ibn al‐Ḥasan Naṣīr al‐Dīn al‐Ṭūsī, conocido como Nasir al-Din al-Tusi (Tus, Jorasán Razaví, Irán, 17/18 de febrero de 1201–Kadhimiya, Bagdad, Irak, 25/26 de junio de 1274) fue un científico, filósofo, matemático, astrónomo, teólogo y médico persa chií. Fue un escritor muy prolífico en dichas áreas.

## Biografía
Poco se sabe sobre su infancia y su educación, a excepción de la información contenida en su autobiografía Contemplación y acción (Sayr wa Saluk) escrita alrededor de 1246.
Tusi nació el 17 de febrero de 1201 en Tus, Jorasán, en una familia de eruditos chiitas duodecimanos. Según su autobiografía, su padre y su tío materno lo alentaron a estudiar teología y ciencias. Su padre, un practicante de mente abierta, lo instó a estudiar todas las corrientes del islam. Además de su tío, un alumno del historiador y filósofo de las religiones Al-Shahrastani, su maestro es Kamal al-Din Muhammad Hasib, un alumno del poeta y filósofo Afdal al-Din Kashani.
A la muerte de su padre, Tusi dejó su casa para perfeccionar su conocimiento y fue a Nishapur a la edad de diecisiete o dieciocho años. Allí, estudió el trabajo filosófico de Avicena, Libro de directivas y observaciones (Kitab al-Isharat wa-l-tanbihat), con Farid al-Din Damad al-Nisaburi (murió alrededor de 1221). Siguió las conferencias de Qutb al-Din Misri, un alumno de Fakhr ad-Din ar-Razi, sobre El canon de medicina. Dijo que conoció al maestro del sufismo Farid al Din Attar. Entre 1217 y 1221, viajó a Irak para estudiar la jurisprudencia de Mu'in al-Din Salim bin Badran al-Mazini. Entre 1223 y 1232, en Mosul, estudió matemáticas con Kamal al-Din ibn Yunus (1156/1252). Según su autobiografía, Tusi parece decepcionado por su investigación en teología. Inicialmente convencido de que la filosofía griega podría servir como árbitro en las discusiones teológicas, se da cuenta de que la búsqueda de la verdad en el campo religioso solo puede pasar por la enseñanza de un maestro espiritual y es entonces cuando empezó a convertirse al ismailismo.
La invasión mongola hizo que la región se volviese inestable. Alrededor de 1230, Tusi se refugió junto al gobernador ismailí de la región de Kouhistan, Nasir al-Din Muhtashim. Gracias a él, fue recibido como un debutante en la comunidad ismailí. Con respecto a su conversión, los historiógrafos están divididos especialmente porque Tusi afirmaría haber vivido con los ismaelitas bajo coacción. Permaneció cerca de veinticinco años con los ismaelitas, produciendo durante este período la mayoría de sus escritos sobre ética, lógica, ciencia y matemáticas. En 1234, fue invitado por el príncipe Ala ad-Din Muhammad, que tenía su corte en la fortaleza de Alamut, donde los eruditos que huyen de los mongoles encontraban buenas condiciones de trabajo, especialmente una gran biblioteca.
En 1256, la fortaleza de Alamut capituló ante el ejército de Hulagu Kan y fue arrasada por completo. El papel de Tusi en esta rendición es oscuro: él es uno de los negociadores que hizo posible la rendición, pero se disoció de la secta poco después de afirmar haber permanecido bajo coacción.
Luego, se puso al servicio de Hulagu Kan, como asesor científico y responsable de dotaciones religiosas. Tomó una esposa mongola y siguió a la corte a Qazvín, Hamadán y Bagdad, donde se sospecha que participó activamente en el asedio de la ciudad y en la capitulación del califa abasí Al-Musta'sim.
En 1259, convenció a Hulagu Kan, entusiasta de la astrología, de construir un gran observatorio en Maraghe. Tusi se hizo responsable de su construcción y administración. La supervisión del proyecto le ocupó durante más de diez años en el establecimiento de una biblioteca, una comunidad científica que reunía académicos del mundo musulmán, pero también chinos, y el desarrollo de unas tablas astronómicas.
Tras la muerte de Hulagu Kan, se convirtió en un visir y probablemente el médico personal del hijo de Hulagu, Abaqa Kan. En 1273, viajó a Bagdad donde enfermó y murió en junio de 1274. Su cuerpo fue enterrado cerca de la tumba del séptimo imán chiita Musa ibn Ya'far.

## Logros

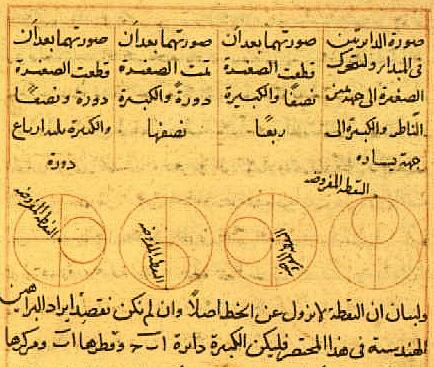
Acople Tusi de Vat. Árabe ms 319.

Animación del Acople Tusi.

Durante su estancia en Nishapur, Tusi se labró una reputación de erudito excepcional. Sus escritos en prosa, que superan las 150 obras, representan una de las mayores colecciones de un solo autor islámico. Escribiendo tanto en árabe como en persa, Nasir al-Din Tusi trató tanto temas religiosos ("islámicos") como temas no religiosos o seculares ("las ciencias antiguas"). Sus obras incluyen las versiones árabes definitivas de las obras de Euclides, Arquímedes, Ptolomeo, Autólico y Teodosio de Bitinia.

### Matemáticas
Es quizás el primer matemático de la antigüedad en tratar la trigonometría como una disciplina o rama separada del tronco de las matemáticas y así se desprende en su Tratado sobre los cuadriláteros fue el primero en enumerar la lista de los seis casos distintos de ángulo recto en un triángulo esférico (trigonometría esférica). Sus trabajos en trigonometría le llevaron a ser el primer astrónomo oriental en tener una visión clara de la trigonometría plana y esférica.
Esto seguía a trabajos anteriores de matemáticos griegos como Menelao de Alejandría, que escribió un libro sobre trigonometría esférica llamado Sphaerica, y los anteriores matemáticos musulmanes Abu'l-Wafa y Al-Jayyani.
En su Sobre la figura del sector, aparece el famoso Teorema de los senos para los triángulos planos.
{\displaystyle {\frac {a}{sinA}}={\frac {b}{sinB}}={\frac {c}{sinC}}}
También enunció la ley del seno para los triángulos esféricos, descubrió el Teorema de la tangente para los triángulos esféricos, y proporcionó pruebas para estas leyes.

### Lógica
Nasir al-Din Tusi era partidario de la lógica de Avicena, y escribió el siguiente comentario sobre la teoría de las proposiciones absolutas de este:

"Lo que le impulsó a ello fue que en las proposiciones en los silogismos de Aristóteles y otros utilizaban a veces contradicciones de las proposiciones absolutas bajo el supuesto de que eran absolutas; y por eso muchos decidieron que los absolutos sí se contradecían. Cuando Avicena demostró que esto era erróneo, quiso desarrollar un método para interpretar esos ejemplos de Aristóteles" 

### Astronomía
Se considera a Tusi como el científico más eminente en el campo de la observación astronómica entre los periodos de Ptolomeo y Copérnico.
Inventó una técnica geométrica denominada acople Tusi que ayuda a la solución cinemática del movimiento linear como suma de dos movimientos circulares. Tusi calculó el valor de 51 segundos sexagesimales para la precesión de los equinoccios e hizo enormes aportaciones a la construcción y uso de algunos instrumentos astronómicos incluyendo los astrolabios y los cuadrantes solares.
Tusi elaboró tablas astronómicas, las Tablas iljaníes (Zīj-i Īlkhānī), muy precisas sobre los movimientos planetarios. Este libro contenía posiciones en formato tabular con las posiciones de los planetas y el nombre de las estrellas. El sistema planetario propuesto por él fue el más avanzado de la época y fue usado extensivamente hasta el advenimiento del modelo heliocéntrico en tiempos de Copérnico.
El observatorio astronómico de Maraghe (en el norte de Irán) se construyó para desarrollar el trabajo de este científico.

### Teoría del color
Mientras que Aristóteles (m. 322 a. C.) había sugerido que todos los colores pueden alinearse en una única línea que va del negro al blanco, Ibn-Sina (m. 1037) describió que había tres caminos del negro al blanco, un camino a través del gris, un segundo camino a través del rojo y el tercer camino a través del verde. Al-Tusi (hacia 1258) afirmó que hay nada menos que cinco de estos caminos, a través del limón (amarillo), la sangre (rojo), el pistacho (verde), el índigo (azul) y el gris. Este texto, que fue copiado en Oriente Medio numerosas veces hasta al menos el siglo XIX como parte del libro de texto Revisión de la Óptica (Tanqih al-Manazir) de Al-Farisi (m. 1320), hizo que el espacio del color fuera efectivamente bidimensional.
Roberto Grosseteste (m. 1253) propuso un modelo efectivamente tridimensional del espacio de color.

### Filosofía
Tusi contribuyó con muchos escritos al tema de la filosofía. Entre su obra filosófica destacan sus discrepancias con su colega filósofo Avicena. Su obra filosófica más famosa es Akhlaq-i nasiri o Ética Nasireana en inglés. En esta obra analiza y compara las enseñanzas islámicas con la ética de Aristóteles y Platón. El libro de Tusi se convirtió en una obra ética muy popular en el mundo musulmán, concretamente en la India y en Persia. La obra de Tusi también dejó un impacto en la teología islámica chií. Su libro Targid, también llamado Catarsis, es importante en la teología chiita.

### Teoría de la evolución
En el libro Sabiduría Práctica (Akhlaq-i-Nasri), Tusi presentó una teoría básica de la evolución de las especies, que habría comenzado con el universo una vez formado por elementos similares. Las contradicciones internas se desarrollaron y como resultado, las sustancias comenzaron cambiar y a diferenciarse entre sí. Los elementos evolucionaron en minerales, luego las plantas, luego los animales, y luego los seres humanos. Tusi luego explica cómo la variabilidad hereditaria fue un factor importante para la evolución biológica de los seres vivos: «Los organismos que pueden obtener las nuevas características más rápido son más variables. Como resultado, obtienen ventajas sobre otras criaturas. [...] Los cuerpos están cambiando como resultado de las interacciones internas y externas».

## Eponimia
- El cráter lunar Nasireddin lleva este nombre en su memoria.[28]